# كريستيان خيمينيز (لاعب كرة قدم، مواليد 1981)
كريستيان خيمينيز (بالإسبانية: Christian Giménez)‏ مواليد 1 فبراير 1981 في الأرجنتين، هو لاعب كرة قدم أرجنتيني يلعب مع كروز آزول كلاعب وسط. مثّل منتخب الأرجنتين لكرة القدم.

## المسيرة الاحترافية

### أندية لعب لها
- بوكا جونيورز
- يونيون
- إنديبندينتي
- نادي أمريكا
- نادي باتشوكا
- كروز آزول

## روابط خارجية
- كريستيان خيمينيز على موقع الاتحاد الدولي (مؤرشف)  (الإنجليزية)
- كريستيان خيمينيز على موقع قاعدة بيانات كرة القدم.إي يو (الإنجليزية)
- كريستيان خيمينيز على موقع ناشيونال فوتبول تيمز (الإنجليزية)
- كريستيان خيمينيز على موقع Soccerway.com (الإنجليزية)
- كريستيان خيمينيز على موقع AS.com (الإسبانية)